# Kryzys (album)
Kryzys – album muzyczny zespołu Kryzys wydany w 1981 roku przez francuską firmę Blitzkrieg Records. Nagrany w 1980 podczas koncertu w Domu Kultury w Ursusie (Warszawa) oraz podczas prób w klubie „Amplitron” Politechniki Warszawskiej. Wydany na winylu w 1981 przez francuską firmę Barclay pod szyldem Blitzkrieg Records bez wiedzy i zgody członków zespołu; do dziś nie został autoryzowany przez zespół.
20 marca 2015 roku ukazała się reedycja albumu.

## Lista utworów

### Wydanie winylowe
| Strona A | Strona A        | Strona A |
| Nr       | Tytuł utworu    | Długość  |
| -------- | --------------- | -------- |
| 1.       | „Dance macabre” | 3:57     |
| 2.       | „Thief of fire” | 3:52     |
| 3.       | „Breaks”        | 2:50     |
| 4.       | „Telewizja”     | 2:08     |
| 5.       | „Armageddon”    | 4:07     |
|          |                 | 16:54    |

| Strona B | Strona B                  | Strona B |
| Nr       | Tytuł utworu              | Długość  |
| -------- | ------------------------- | -------- |
| 1.       | „Król much”               | 6:04     |
| 2.       | „Dolina lalek”            | 2:50     |
| 3.       | „Wojny gwiezdne”          | 3:09     |
| 4.       | „Rubinowe szkło”          | 2:43     |
| 5.       | „Je t'aime, moi non plus” | 4:45     |
|          |                           | 19:31    |

### Wydanie na płycie kompaktowej
| Nr  | Tytuł utworu              | Długość |
| --- | ------------------------- | ------- |
| 1.  | „Dance macabre”           | 4:02    |
| 2.  | „Thief of fire”           | 4:02    |
| 3.  | „Breaks”                  | 2:54    |
| 4.  | „Telewizja”               | 2:12    |
| 5.  | „Armageddon”              | 4:13    |
| 6.  | „Król much”               | 6:14    |
| 7.  | „Dolina lalek”            | 2:56    |
| 8.  | „Wojny gwiezdne”          | 3:18    |
| 9.  | „Rubinowe szkło”          | 2:48    |
| 10. | „Je t'aime, moi non plus” | 4:53    |
|     |                           | 37:32   |

## Skład
- Robert „Afa” Brylewski – wokal, gitara
- Piotr „Mrówa” Mrowiński – gitara, wokal (w utworze „Je t'aime, moi non plus”)
- Dariusz „Magik” Katuszewski – gitara basowa (gościnnie w utworach: „Dance macabre”, „Thief of fire”, „Breaks”, „Telewizja”, „Armageddon”, „Wojny gwiezdne”, „Rubinowe szkło”)
- Maciej „Guru” Góralski – perkusja
- Tomasz „Man” Świtalski – saksofon
- Małgosia „Pyza” – pianino (gościnnie w utworach: „Król much”, „Dolina lalek”, „Je T'Aime, Moi Non Plus”)